# Marcus Gavius Apicius
Pour les articles homonymes, voir Apicius.
Marcus Gavius Apicius est une 
figure de la haute société romaine, dont l'existence est signalée sous les règnes des empereurs Auguste et Tibère. Sa naissance est située approximativement en 25 av. J.-C. et son décès aux alentours de 37 apr. J.-C.. C'était un millionnaire amateur de plaisirs (notamment les plaisirs de la table), qui dépensait sans compter pour s'en procurer, et qui finit par se suicider quand sa fortune s'en trouva compromise. Son luxe et son raffinement devinrent vite proverbiaux et fournirent chez les Romains, soit des anecdotes de gastronomes, soit l'exemple même de la corruption des mœurs pour les moralistes austères. 
Apicius a donné son nom au « Canard Apicius » créé en 1985 par Alain Senderens. 

## Témoignages
Le personnage d'Apicius est mentionné au passage par l'historien Tacite dans ses Annales (IV, 1), à propos des antécédents du préfet du prétoire Séjan : « […] prima juventa C. Cæsarem divi Augusti nepotem sectatus, non sine rumore Apicio diviti et prodigo stuprum veno dedisse […]. » (« Dans sa prime jeunesse il avait été un proche de Caius César, le petit-fils du divin Auguste ; la rumeur avait également couru qu'il se prostituait au riche et prodigue Apicius »).
Dès l'époque de sa mort, Apicius semble être devenu un personnage littéraire : l'écrivain grec Apion d'Alexandrie, qui vivait aussi sous Tibère et dut mourir vers le milieu du Ier siècle, lui consacra déjà un livre intitulé Le Luxe d'Apicius (Περὶ τῆς Ἀπικίου τρυφῆς), qui est perdu, mais est cité une fois par Athénée, dans son Banquet des sophistes (294f), à propos de l'identification d'un poisson qui est sans doute l'esturgeon. Dans la Consolation à Helvia (datée du début de son exil en Corse, en 42 ou 43), Sénèque prend Apicius comme l'image même de la corruption des mœurs de son temps, opposée à la simplicité des vieux Romains aussi bien qu'à l'idéal des philosophes :
« Le dictateur qui écoutait les députés des Samnites en retournant lui-même sur son foyer la nourriture la plus vile […] vivait-il moins heureux que, de nos jours, un Apicius qui, dans cette ville d'où les philosophes se sont vu bannir comme corrupteurs de la jeunesse, a professé la science de la taverne (scientiam popinæ) et a infecté le siècle de son enseignement ? Sa mort vaut la peine qu'on la raconte. Après avoir dépensé pour sa cuisine cent millions de sesterces, après avoir absorbé pour chacune de ses orgies tant de dons impériaux et l'énorme subvention du Capitole, se trouvant accablé de dettes, il fut forcé de faire, pour la première fois, le compte de sa fortune. Il calcula qu'il lui restait dix millions de sesterces et, comme s'il eût dû vivre dans le dernier degré de la famine avec dix millions de sesterces, il s'empoisonna. Quel luxe que celui d'un homme pour qui dix millions de sesterces représentaient l'indigence ! Croyez, après cela, que le bonheur se mesure à la richesse, et non à l'état de l'âme ! Il s'est rencontré un homme qui a eu peur de dix millions de sesterces, qui a fui par le poison ce que d'autres convoitent avec ardeur ! Certes, ce breuvage mortel fut très salutaire pour un être aussi dégradé : il mangeait et buvait déjà du poison, lorsque non seulement il se plaisait à ses festins démesurés, mais s'en glorifiait, lorsqu'il faisait parade de ses vices, lorsqu'il attirait les regards de toute la ville sur son luxe, lorsqu'il incitait à l'imiter une jeunesse déjà encline au mal même sans mauvais exemples. Tel est le sort des humains quand ils ne règlent pas l'usage des richesses sur la raison, qui a des bornes fixes, mais sur des habitudes perverses, des caprices immodérés et insatiables.  »
Que son nom soit passé ensuite en proverbe se voit par exemple chez Martial (Épigrammes, X, 73), qui oppose le consul Fabricius (symbole de frugalité et de désintéressement) aux deux riches personnages d'Apicius et de Mécène : ayant reçu une toge d'un ami, il prétend que Fabricius n'aurait pas voulu la porter, au contraire des deux autres (« Qua non Fabricius, sed vellet Apicius uti,/ Vellet Mæcenas Cæsarianus eques »). Également chez Juvénal (Satire IV, v. 23) : parlant d'un personnage du même genre, nommé Crispinus, débauché, et qui aurait acheté un rouget six mille sesterces, il ajoute qu'à côté de lui le pauvre Apicius paraîtrait frugal (« Multa videmus/ Quæ miser et frugi non fecit Apicius »). 
Mais il est surtout mentionné dans des anecdotes à propos du raffinement de sa table. Ainsi par Athénée (Banquet des sophistes, 7a) :
« Vers le temps de Tibère vivait un homme appelé Apicius, très riche et adonné au luxe, qui a donné son nom à de nombreux genres de gâteaux (πλακοῦντες) qualifiés d'apiciens. Cet homme, qui dépensa des sommes considérables pour son ventre, habitait principalement à Minturnes, une ville de Campanie, mangeant des langoustes (καρίδες) très onéreuses, qui en cet endroit dépassent en taille les plus grosses de Smyrne, ou les homards (ἀστακοί) d'Alexandrie. Ayant entendu dire qu'il y en avait aussi d'énormes sur la côte d'Afrique, il s'y rendit en bateau sans attendre un seul jour, et fut très malade pendant la traversée. Mais parvenu près de l'endroit, avant même qu'il ne débarque, la rumeur de son arrivée s'était répandue comme une traînée de poudre parmi les Africains, et les pêcheurs, approchant avec leurs barques, vinrent lui apporter les plus belles langoustes. Les voyant, il leur demanda s'ils en avaient de plus grosses, et ils lui répondirent que non. Se rappelant alors celles de Minturnes, il ordonna à son pilote de retourner en Italie par le même chemin, sans même approcher du rivage. »
Dans le même ordre d'idées, Sénèque revient sur Apicius dans la Lettre à Lucilius no 95 : « Un rouget d'une taille formidable […] fut offert à Tibère, qui le fit porter au marché pour l'y vendre. “Mes amis, dit-il, je me trompe fort si ce mulet n'est pas acheté par Apicius ou par Publius Octavius.” Son attente fut dépassée : ils enchérirent l'un sur l'autre, et Octavius l'emporta et jouit parmi les siens d'une immense gloire pour avoir acheté cinq mille sesterces un poisson que César avait vendu et que même Apicius n'avait pas obtenu. »
Pline l'Ancien, dans son Histoire naturelle, cite plusieurs idées d'Apicius dans le domaine du raffinement culinaire : (VIII, 77) « L'art s'est appliqué au foie des truies comme à celui des oies : c'est une invention de M. Apicius, qui les engraissait avec des figues sèches, et une fois à point les tuait soudainement après leur avoir fait boire du vin miellé » ; (IX, 33) « M. Apicius, un homme né pour toutes les inventions du luxe, a pensé que le mieux était de les [sc. les rougets] tuer dans une préparation appelée le garum des alliés (car cette chose a trouvé aussi un nom), et il a proposé un prix pour celui qui inventerait une saumure (allex) à base de leur foie » ; (X, 68) « Apicius, gouffre sans fond parmi tous les hommes prodigues (nepotum omnium altissimus gurges) a enseigné que la langue du flamant rose était d'un goût exquis » ; (XIX, 41, 1-2) « Coupé une première fois, le chou donne au printemps suivant une cyma, c'est-à-dire, sur les choux eux-mêmes, un petit chou plus délicat et plus tendre, dédaigné par le voluptueux Apicius, et sous son influence par Drusus César, qui en fut réprimandé par son père Tibère » ; (XIX, 41, 7) « Le nitre maintient la verdeur des feuilles de chou quand on les cuit, de même que la cuisson apicienne (apiciana coctura), qui consiste à les faire d'abord macérer dans de l'huile et du sel. »
On voit d'après Pline l'Ancien que dès le Ier siècle on se répétait des anecdotes et des idées attribuées à Apicius en matière de gastronomie (mais il ne s'agit pas de « recettes de cuisine » à proprement parler). D'autre part, dans le passage cité de la Consolation à Helvia, Sénèque parle d'une « science de taverne » (scientia popinæ), professée par Apicius, et d'une sorte d'« enseignement » (disciplina) de mauvais aloi qu'on lui attribuait en la matière.
Cent cinquante ans plus tard, Tertullien, dans l'Apologétique (III, 6), déclare que les cuisiniers se nommaient d'après Apicius, comme les groupes religieux ou philosophiques d'après leur fondateur (« Quid novi si aliqua disciplina de magistro cognomentum sectatoribus suis inducit ? Nonne philosophi de auctoribus suis nuncupantur Platonici, Epicurei, Pythagorici ? […] Æque medici ab Erasistrato et grammatici ab Aristarcho, coqui etiam ab Apicio ? »). Il est donc vraisemblable qu'il ait existé dès cette époque un ou plusieurs manuels d'art culinaire placés sous l'autorité d'Apicius.
Cependant, aucun texte n'évoque à proprement parler un livre de cuisine attribué à Apicius avant la fin du IVe siècle. Pour Columelle, qui compose son traité d'agronomie vers le milieu du Ier siècle, l'auteur latin de référence en matière de « tables des villes » et de « festins splendides » (sujet que pour sa part il dit ne pas traiter) est Caius Matius (auteur de livres intitulés Le Cuisinier, Le Poissonnier, Le Préparateur de salaisons) : cf. XII, 44, 1.
Il est donc probable que, s'il y a eu assez tôt des « livres de cuisine d'Apicius », ce sont plutôt des recueils constitués après sa mort et placés sous son patronage.
Le premier auteur qui semble clairement évoquer un livre de recettes attribué à Apicius est saint Jérôme à la fin du IVe siècle : dans l'Adversus Jovinianum (I, 40), il accuse le moine Jovinien de vivre voluptueusement et de se consacrer aux « sauces d'Apicius et de Paxamus » (« Cum monachum esse se jactitet, […] ad mulsum et elaboratas carnes, ad jura Apici et Paxami, ad balneas quoque et fricticulas et popinas se conferat ») ; or, Paxamos était l'auteur d'un livre de cuisine mentionné par Julius Pollux (IIe siècle) et par la Souda, et saint Jérôme associe encore les deux noms dans une lettre. L'analyse linguistique conclut également que le texte appelé De re coquinaria (L'Art culinaire), qui nous est parvenu par des manuscrits médiévaux, a été écrit vers l'an 400, et donc ne saurait être attribué à Apicius.